# Экари (язык)
Язык экари (или экаги, капауку; самоназвание — me) — один из неавстронезийских («папуасских») языков Папуа — Новой Гвинеи, входит в трансновогвинейскую макро-семью. На нем говорят около 100 тыс. человек в Папуа, что делает его вторым по численности населения неавстронезийским языком после западного дани. Язык не находится под угрозой исчезновения и активно используется местными жителями наравне с индонезийским, однако описан сравнительно неполно.

## Генеалогическая информация
Язык экари принято относить к папуасским языкам (неавстронезийским языкам Папуа — Новой Гвинеи), к которым относятся семьи сепик-раму и трансновогвинейская, к которой и относится экари, а также ряд более мелких и изолированных семей и групп.
Согласно современной классификации, экари относится к группе западных трансновогвинейских языков, внутри которой он входит в объединение языков озёр Паниай вместе с языками ауйе, дао, мони и волани.

## Ареальная информация
Народ экари (капауку) населяет высокогорные районы в западно-центральной индонезийской провинции Ириан-Джая (Папуа). На экари говорят в следующих округах: Догияи, Деияи, Интан-Джая, север Мимика, юг Набире, регентства Паниай на западно-центральном нагорье, а также в районе озёр Паниай, Таге и Тиги, известных также как озера Паниай; юго-юго-запад регентства Каимана. Наибольшая плотность носителей в деревнях Энаратоли, Мапиа и Моанемани.

## Социолингвистическая информация
По данным ресурса Ethnologue (со ссылкой на M. Doble, 1985), число носителей экари составляет около 100000 человек, носители также пользуются индонезийским языком. Язык имеет уровень 5 по шкале EGIDS, что соответствует развивающимся и активно использующимся языкам.
Будучи недавно описанным языком, экари не имеет стандартизированной системы правописания. По своей природе экари — язык торговых путей, однако, вероятно, большое влияние на него оказал период голландской колонизации, так что для записи экари используется латинский алфавит.
Экари имеет множество диалектов: симори, джаби, мапийя-кегата, ми (mee), волани и другие. Такое разнообразие связывают прежде всего с отсутствием коммуникаций между поселениями, расположенными в долинах, отгороженных друг от друга горами.

## Типологические характеристики
По своим типологическим характеристикам язык экари схож не только со многими языками своей языковой семьи — трансновогвинейской, но и со многими папуасскими языками в целом.

### Тип выражения грамматических значений
Экари — синтетический язык, грамматические значения преимущественно выражаются при помощи морфем, присоединяемых к исходному слову:
| Eniyake-na                                                                                                | kidiki | okai | kou | owaapa   | kodaa | nauweemega | okai | tiga  |
| Having-told-me                                                                                            | P      | he   | P   | house-to | P     | led-me     | he   | first |
| 'Having told me that he led me on to that very house' 'Сказав мне, что он привел меня к тому самому дому' |        |      |     |          |       |            |      |       |

Стоит отметить, например, что язык экари не создал конкретных местоимений принадлежности, а скорее ряд аффиксов, которые могут быть связаны с личным местоимением: в обычных случаях к местоимению присоединяется аффикс -ya:
|        | Sg   | Dl     | Pl   |
| ------ | ---- | ------ | ---- |
| 1 лицо | Ani  | Inai   | Inii |
| 2 лицо | Aki  | Ikai   | Ikii |
| 3 лицо | Okai | Okeyai | Okei |

(1) Aniya kaguma
Я-POSS колено
'Мое колено'
(2) Okaiya bado
Он/она-POSS ступня
'Его/её ступня'
Для конкретных родственников в дуалисе используется суффикс -ane, связанный с объектом, который может также сопровождаться или не сопровождаться суффиксом двойственного числа -iya. Суффикс -ya, связанный с предшествующим ему местоимением, также необязателен.
(3) Okai wenekaane = Okai wenekaaneiya = Okaiya wenekaane = Okaiya wekekaaneiya
Он младший.сиблинг-POSS.DUAL = Он младший.сиблинг-POSS.DUAL-DUAL = Он-POSS младший.сиблинг-POSS.DUAL = Он-POSS младший.сиблинг-POSS.DUAL-DUAL — 'Два его младших сиблинга'
Соответственно, экари является агглютинативным языком: аффиксация в основном очень прозрачна, и границы между морфемами хорошо различимы.

### Локус маркирования
Тенденция к зависимостному маркированию: маркируется посессор.
(4) yagamo kodo ukaane nakaane...
woman P    mothers fathers
'The mothers and fathers of the woman...'
'Матери и отцы женщины...'

### Тип ролевой кодировки
Аккузативный тип ролевой кодировки. Единственный аргумент одноместного глагола и агенс двухместного маркируются одинаково (с помощью детерминатива), пациенс двухместного глагола не маркируется:
(5) Tiyake inii yagamo kodaa eneete, inae kouda make tibigi to auwai.
then    us   woman   P   said-to-us, we-2 there  from   run only go
'Then that woman told to us to get out of there quick.'
'Тогда та женщина сказала нам убираться отсюда быстро.'
(6) Wagita mee kidiki okai gaagaa tita.
killed  person  P    he troubled did.
'The one who killled her was troubled'
'Тот, кто убил её, был обеспокоен'

### Базовый порядок слов
В предложениях с переходным глаголом базовый порядок слов — SOV, с непереходным - SV.
(7) Meida kodo nota naogai.
people P sweet-potatoes ate
'The people ate sweet potatoes.'
'Люди ели сладкий картофель.'
В других случаях предложения с переходным глаголом соответствуют структуре OSV, используемой, когда нужно подчеркнуть объект. Существует также формат OV, обычно используемый в придаточных предложениях.
(8) Nota kodo okei noogai.
sweet-potatoes P they ate
'Those sweet potatoes they ate.'
'Люди ели именно тот сладкий картофель.'

## Яркие особенности
Изменение по роду
Язык экари — это язык, имеющий единственный нейтральный род, то есть в словах нет показателя рода. Когда необходимо различать, например, между «мальчиком» и «девочкой», к этим существительным будут относиться разные слова. См. пример (3)

## Сокращения
DUAL - двойственное число
OVS - объект-субъект-предикат
P - детерминатив
POSS - посессив
SOV - субъект-объект-предикат

## Интернет-ресурсы
- https://www.ethnologue.com/language/ekg/
- https://glottolog.org/resource/languoid/id/pani1259
- https://pt.wikipedia.org/wiki/L%C3%ADngua_ekari